# Ypthima iscalensis
Ypthima iscalensis är en fjärilsart som beskrevs av Renaud Maurice Adrien Paulian 1951. Ypthima iscalensis ingår i släktet Ypthima och familjen praktfjärilar. Inga underarter finns listade i Catalogue of Life.